# مشروع المليون كتاب

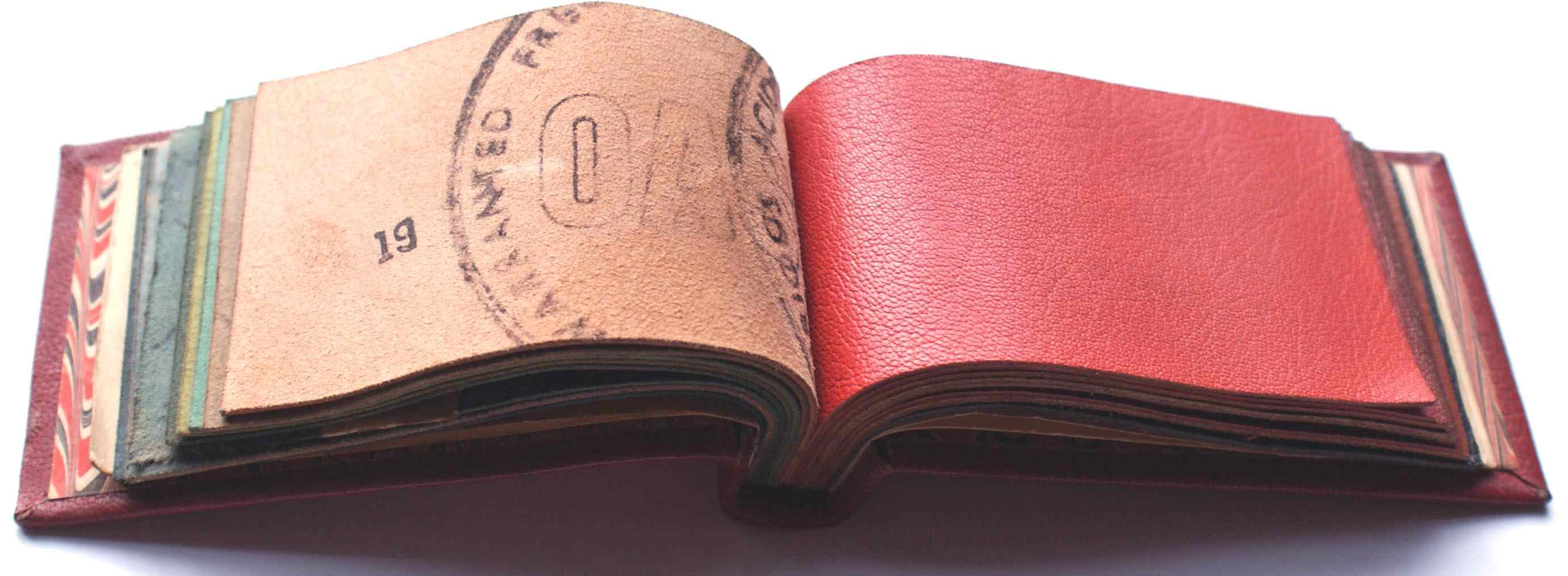
مشروع المليون كتاب

مشروع المليون كتاب (أو المكتبة العالمية) هو مشروع لعمل نسخ رقمية من الكتب، تقوده جامعة كارنيغي ميلون  بالتعاون مع كلا من الهند والصين، بهدف المشروع إلى عمل نسخ رقمية، بحلول 2007 أتم المشروع عمل نسخ رقمية لمليون كتاب من لغات مختلفة ونقل تلك المعلومات إلى قواعد بيانات على شبكة الإنترنت، ويمكن الدخول لتصفحها من http://www.ulib.org.

## المؤسسات المشاركة في المشروع

### الصين
تتضمن المؤسسات الصينية المشاركة في المشروع:
1. وزارة التعليم الصينية
2. الأكاديمية الصينية للعلوم
3. جامعة فودان
4. جامعة نانجينغ
5. جامعة بكين
6. جامعة تسينغهوا
7. جامعة تشجيانغ

### الهند
تتضمن المؤسسات الهندية المشاركة في المشروع:
1. المعهد الهندي للعلوم، بنجالور
2. المعهد الدولي لتكنولوجيا المعلومات، حيدر أباد
3. المعهد الهندي للتكنولوجيا المعلومات، مدينة الله أباد
4. جامعة آنا
5. جامعة ميسور
6. جامعة بونة

### الولايات المتحدة
تضمن المؤسسات الأمريكية المشاركة في المشروع:
1. جامعة إنديانا
2. جامعة ولاية بنسلفانيا
3. جامعة ستانفورد
4. جامعة كاليفورنيا، بيركلي
5. جامعة كاليفورنيا، الرحمة
6. جامعة بيتسبرغ
7. جامعة واشنطن